# Héctor Facundo
Héctor Osvaldo Facundo (* 2. November 1937 in Buenos Aires; † 13. November 2009 in Pavón, Provinz Buenos Aires) war ein argentinischer Fußballspieler, der mit der Nationalmannschaft seines Heimatlandes an der Fußball-Weltmeisterschaft 1962 teilnahm. Auf Vereinsebene spielte Facundo für die beiden bonarenser Vereine CA San Lorenzo de Almagro und CA Huracán.

## Karriere

### Vereinskarriere
Héctor Facundo wurde als 18-Jähriger im Jahre 1956 in die erste Mannschaft des Bonarenser Vereins CA San Lorenzo de Almagro aufgenommen. In den folgenden acht Jahren bis 1963 war Facundo, der auf der Position eines Stürmers agierte, für San Lorenzo de Almagro aktiv und gewann dabei einmal die argentinische Meisterschaft. In der Saison 1959 wurde man Erster mit sieben Punkten Vorsprung auf den Racing Club aus Avellaneda. Dadurch war San Lorenzo de Almagro, wo Facundo unter anderem zusammen spielte mit anderen südamerikanischen Fußballgrößen der damaligen Zeit wie etwa den argentinischen Angreifern José Sanfilippo und Norberto Boggio oder Paraguays Mittelfeldregisseur Ángel Berni, für die Copa Libertadores 1960, die erste ihrer Art überhaupt, startberechtigt. Im Entscheidungsspiel des Halbfinals unterlag San Lorenzo dem uruguayischen Vertreter CA Peñarol, der wenig später gegen Olimpia Asunción aus Paraguay den Südamerikapokal für Vereinsmannschaften gewann. San Lorenzo war Montevideo nur knapp unterlegen, nach der heutzutage angewandten Regel, nach der die größere Anzahl von Auswärtstoren bei gleicher Tordifferenz entscheidend ist, wäre man sogar im Finale gewesen, da man in Montevideo 1:1 spielte und zuhause torlos remis.
Héctor Facundo spielte bis Ende 1963 für CA San Lorenzo de Almagro und kam insgesamt auf 121 Ligaspiele für den Verein, wobei ihm 28 Tore gelangen. Zur Saison 1964 ging er zum Stadtrivalen CA Huracán, wo er in den folgenden zwei Jahren weitere fünfzehn Spiele in der Primera División machte, es aber nicht zum Stammspieler schaffte. 1965 beendete Héctor Facundo im Alter von nur 28 Jahren seine aktive Laufbahn als Fußballspieler.

### Nationalmannschaft
Zwischen 1959 und 1962 wurde Héctor Facundo sieben Mal in der argentinischen Fußballnationalmannschaft eingesetzt. Er erzielte während dieser Zeit ein Tor. Dieses eine Tor entschied das Auftaktspiel der argentinischen Mannschaft bei der Fußball-Weltmeisterschaft 1962 in Chile, das die Mannschaft von Trainer Juan Carlos Lorenzo mit 1:0 gegen Bulgarien gewann. Facundo war in der vierten Spielminute der einzige Torschütze des Spiels im Estadio El Teniente von Rancagua. Durch eine 1:3-Niederlage gegen England und ein 0:0 gegen Ungarn schied die argentinische Mannschaft beim Weltturnier 1962 als Gruppendritter jedoch schon nach der Vorrunde aus. Nach der Weltmeisterschaft endete auch die Nationalmannschaftszeit von Héctor Facundo.